# Kelby Halbert
Kelby Halbert (* 1. Januar 1990 in Toronto) ist ein kanadischer Skirennläufer. Er lebt in Bradford, Ontario und fährt in allen Disziplinen. Mit einer Körpergröße von 203 cm zählt er zu den größten Skirennläufern.

## Biografie
Nach einigen Erfolgen im Nachwuchsbereich startete Halbert im Dezember 2005 erstmals bei FIS-Rennen. Ein Jahr später folgten die ersten Einsätze im Nor-Am Cup. Seit der Saison 2007/2008 ist er regelmäßig in dieser nordamerikanischen Rennserie im Start. Im März 2008 erreichte er in den beiden Slaloms von Georgian Peaks die ersten Top-10-Resultate, elf Monate später verpasste er als Vierter der Super-Kombination von Mammoth Mountain nur knapp seinen ersten Podestplatz. In den Jahren 2009 und 2010 wurde Halbert Kanadischer Vizemeister in der Abfahrt und im Februar 2010 erreichte er den dritten Platz in der Kombination sowie Rang vier in der Abfahrt bei den Juniorenweltmeisterschaft in Frankreich. Zudem gewann er 2009 und 2010 insgesamt sieben FIS-Rennen.
Nach diesen Resultaten wurde Halbert im Mai 2010 in den Nationalkader des Kanadischen Skiverbandes aufgenommen. Am 9. Dezember 2010 feierte er in der zweiten Abfahrt von Lake Louise seinen ersten Sieg im Nor-Am Cup. Am Vortag war er als Zweiter der ersten Abfahrt erstmals auf dem Podest gestanden. Am Ende der Saison 2010/11 belegte er den zweiten Platz in der Nor-Am-Abfahrtswertung, womit er sich in dieser Disziplin einen Weltcup-Fixstartplatz für den nächsten Winter sicherte. In der Saison 2010/2011 hatte er bereits an drei Weltcuprennen teilgenommen, bei denen er keine Weltcuppunkte gewann. 2011 wurde er erstmals kanadischer Abfahrtsmeister.

## Erfolge

### Juniorenweltmeisterschaften
- Garmisch-Partenkirchen 2009: 17. Abfahrt, 23. Slalom, 36. Super-G
- Mont Blanc 2010: 3. Kombination, 4. Abfahrt, 13. Slalom, 42. Riesenslalom

### Nor-Am Cup
- Saison 2008/2009: 5. Super-Kombinations-Wertung
- Saison 2010/2011: 2. Abfahrtswertung
- 2 Podestplätze, davon 1 Sieg:

| Datum            | Ort         | Land   | Disziplin |
| ---------------- | ----------- | ------ | --------- |
| 9. Dezember 2010 | Lake Louise | Kanada | Abfahrt   |

### Weitere Erfolge
- 1 kanadischer Meistertitel (Abfahrt 2011)
- 9 Siege in FIS-Rennen